# Aladinići
Aladinići su naseljeno mjesto u općini Stolac, Federacija Bosne i Hercegovine, BiH.

## Povijest
Aladinići se nalaze na prostoru stare župe Dubrave. Na povijesnom prostoru te stare župe Dubrave kroz tri stoljeća te župe osnovano je više župa: Hrasno (1761.), Stolac (1863.), Gabela (1874.), Nevesinje (1899.), Rotimlja (1917.), Domanovići (1969.), Čeljevo (1974.), Stjepan Krst (1974.), te župa Aladinići (1977.); adresa župe je u Crnićima. U vrijeme župnika u Prenju don Ilije Reze, a dekretom biskupa Petra Čule od 25. listopada 1977. osnovana je nova župa Aladinići-Dubrave posvećena Svim Svetima, nakon što je biskup Petar Čule 29. kolovoza 1976. blagoslovio temelje crkve, a novu župnu kuću izgradili su poletni župljani za godinu dana. Zahvate na crkvi je vodio prvi župnik don Ante Đerek. Novosagrađeni stan postao je privremena crkva, koja je bila pretijesna za potrebe vjernika, pa je biskup Čule 30. kolovoza 1979. blagoslovio novu župnu crkvu na Aladinskom brdu. Siječnja 1981. biskup Pavao Žanić blagoslovio je tri nova zvona (500 kg Krista Kralja, 300 kg Gospino, 150 kg sv. Josipa) i nove dvomanualne elektronske orgulje, a crkvi su neprestano pomagali prijatelji i donatori iz Njemačke Grospfarrgemeinde Waxweiler-Lamberstberg. 1981. darovali su postaje Križnoga puta – drvorez. Vjeronaučna dvorana započeta i dovršena je 1985. godine. Don Vjeko Božo Jarak u razgovoru s akademskim slikarom Zlatkom Keserom iz Zagreba predložio je ugradnju vitraja na župnu crkvu. Keser to to izradio 1988. godine. Don Vjekinim savjetom i pomoći akademski kipar Josip Marinović uradio je mramorno raspelo u naravnoj veličini za ovu crkvu. 1990. zamijenjen je crkveni krov bakrenim. Don Vjeko je angažirao arhitekta Zlatka Ugljena koji je izradio plan oltara, sedesa, ambona i podesta za tabernakul. Postavljeni su u crkvu 1991. godine. Sarajevski akademski kipar Zlatko Grgić izradio je 8 bakrenih reljefa koji su postavljeni uoči Božića iza oltara.
Neposredno prije progona velikosrpskih osvajača, 11. travnja 1992. župnik i župljani morali su napustiti župu. Župnik se ostao brinuti za svoje izbjegle župljane po raznim krajevima Hrvatske. Okupatorima je crkva služila kao skladište za ukradene stvari, a župna kuća zapovjedno mjesto srbo-crnogorske vojske. Kulturocid su napravili 10. lipnja 1992., kad su crkvu posuli fosforom i zapalili te je gorjela tri dana, sve do 13. lipnja 1992. kada su u ovaj kraj i došli osloboditelji, hrvatski vojnici.
Jeseni 1993. vratio se župnik don Ante Đerek u Dubrave. Sljedeće godine u spaljenoj crkvi organizirana je proslava Svih Svetih, jer život se u župi smirivao. Jeseni 1995. došao je novi župnik don Vinko Raguž. Konstatirao je stanje: aladinska crkva potpuno spaljena, kuća devastirana rukama i granatama, a župna dvorana podobro granatama uništena. Misu nije bilo moguće slaviti u crkvenim prostorima, pa je za slavlja korišten prostor od općine u Kooperativi na Pileti, te je Pileta kao i prije osnivanja župe, služila, kad je svećenik je radi vjeronaučne pouke "Duminom cestom" pješačio iz Prenja do vjeronaučne dvorane na Pileti. Od 1996. krenula je obnova crkve i okolnih prostora koja je potrajala godinama. Jubilejske godine 2000. crkva je obogaćena radovima uglednih umjetnika. Iza oltara postavljen je mozaik na zid, a izradile su ga akademska slikarica Leila Michieli Vojvoda i akademska kiparica Đurđa Gudlin Zanoški prema Dulčićevu. Granitni pod u prezbiterij, oltar, ambon i krstionica su postavljeni, a djelo su akademskog kipara Nikole Džaje i profesora likovnog Josipa Bosnića.
Godine 2005. uz pomoć talijanskog Crvenog križa započeta je izgradnja pastoralnoga centra na Aladinićima koja je zgotovljena 2009. godine. Vanjsko oltarište ispred crkve izgrađeno je 2007. godine. Župna crkva 2009. godine dobila je klasične orgulje.
2015. godine održana je osnivačka skupština Hrvatske katoličke mladeži ove župe, HKM bl. Ivan Merz.

## Stanovništvo

### Popisi 1971. – 1991.
| Aladinići          |               |               |               |
| godina popisa      | 1991.         | 1981.         | 1971.         |
| Hrvati             | 437 (58,50 %) | 458 (58,94 %) | 444 (58,12 %) |
| Muslimani          | 291 (38,95 %) | 309 (39,76 %) | 309 (40,45 %) |
| Srbi               | 8 (1,07 %)    | 5 (0,64 %)    | 7 (0,92 %)    |
| Jugoslaveni        | 5 (0,66 %)    | 5 (0,64 %)    | 1 (0,13 %)    |
| ostali i nepoznato | 6 (0,80 %)    | 0 (0,00 %)    | 3 (0,39 %)    |
| ukupno             | 747           | 777           | 764           |

### Popis 2013.
| Aladinići          |              |
| godina popisa      | 2013.        |
| Hrvati             | 968 (78,44%) |
| Bošnjaci           | 263 (21,31%) |
| Srbi               | 1 (0,08%)    |
| ostali i nepoznato | 2 (0,16%)    |
| ukupno             | 1.234        |

## Kultura
- HKUD Dubrave, osnovano 1997. Članovi udruge u izvornim nošnjama pjevaju stare hercegovačke bećarce i igraju hercegovačka kola.
- Od 2000. godine se na blagdan Svih svetih, patrona župe Aladinići, održava smotra folklora Dubravski susreti na kojoj sudjeluju hrvatska kulturno-umjetnička društva iz BiH i RH. Održava se kod župne crkve Svih Svetih u Aladinićima.[5]

## Poznate osobe
- don Damjan Raguž